# KFWD
KFWD (Fort Worth-Dallas) is een onafhankelijk televisiestation uit Cedar Hill, Texas. HIC Broadcasting is de eigenaar en het dagelijks bestuur is in handen van Belo Corporation.
In 1988 werd het televisiestation opgestart als onderdeel van Telemundo. Toen Telemundo overgenomen werd door de NBC, werd KFWD zelfstandig en werd het meer Engelstalig (voorheen ook Spaanstalig). Bovendien begon het met het uitzenden van live-sportevenementen (zoals de wedstrijden van FC Dallas).